# 厄尔·埃文斯
厄尔·约瑟夫·埃文斯二世（英語：Earl Joseph Evans II，1955年11月11日—），美国NBA联盟前职业篮球运动员。他在1978年的NBA选秀中第8轮第5顺位被底特律活塞选中。